# Кабанбай (Тарбагатайский район)
Кабанбай (каз. Қабанбай, до 1992 г. — Крупское) — аул в Тарбагатайском районе Восточно-Казахстанской области Казахстана. Административный центр Кабанбайского сельского округа. Код КАТО — 635843100.

## Население
В 1999 году население аула составляло 1698 человек (895 мужчин и 803 женщины). По данным переписи 2009 года, в ауле проживало 1210 человек (630 мужчин и 580 женщин).